# Paisaje con patinadores (Momper y Brueghel el Viejo)
Paisaje con patinadores es un óleo sobre lienzo del artista flamenco Joos de Momper. La pintura se considera hoy una colaboración entre este último y Jan Brueghel el Viejo. Fue pintado entre 1615 y 1625. El cuadro se conserva en el Museo del Prado de Madrid (España).

## Descripción
La pintura representa a un grupo de aldeanos que realizan actividades comunes en un día de invierno. El paisaje es claramente del estilo de De Momper. El cielo está cubierto de nubes plomizas. Algunos aldeanos están trabajando, otros patinando sobre un canal helado.
La perspectiva se eleva y el edificio central del cuadro funciona como eje de distribución de las casas en el pueblo representado. La línea del horizonte se eleva en el fondo, donde se representa un paisaje montañoso. En primer plano, está el canal helado con los patinadores y un camino nevado que termina en el extremo inferior derecho de la pintura.
La pintura es parte de una serie que trata las cuatro estaciones iniciadas por De Momper en 1615. Por tanto, la influencia de Brueghel el Viejo es clara.  Sin embargo, De Momper no utilizó la alegoría ni el simbolismo. Se limitó a la representación del paisaje. Las figuras de la pintura se han atribuido a Jan Brueghel el Viejo.